# David Twohy
David Neil Twohy (18 ottobre 1955) è uno sceneggiatore e regista statunitense, conosciuto principalmente per la trilogia fantascientifica composta da Pitch Black (2000), The Chronicles of Riddick (2004) e Riddick (2013).

## Biografia
Dopo aver scritto le sceneggiature per alcuni film minori di genere horror/fantastico e una versione, poi non utilizzata, per Alien³, esordisce alla regia nel 1992 con Timescape, sul tema dei viaggi nel tempo, basato su una celebre novella di Henry Kuttner e C.L. Moore. In seguito alterna progetti personali, di cui cura sia sceneggiatura che regia, come The Arrival (1996), sul tema del contatto alieno in chiave cospirazionista alla X-Files, a sceneggiature per importanti blockbuster, come Il fuggitivo, di cui scrive soggetto e sceneggiatura (e per il quale ottiene una candidatura ai WGA Awards, i premi del sindacato degli sceneggiatori), Waterworld (1995) e Soldato Jane (1997).
Il salto di qualità arriva nel 2000 con Pitch Black, film di fantascienza a basso costo che conquista l'attenzione degli appassionati del genere e non solo, mette in evidenza per primo un interprete sconosciuto, Vin Diesel, destinato ad esplodere l'anno successivo con Fast and Furious, e fa intravedere la possibilità di dar vita ad un nuovo, lucroso franchise ad una casa di produzione importante come la Universal, che investe massicciamente nella realizzazione di un sequel ben più ambizioso dell'originale.
Ma il risultato di The Chronicles of Riddick (2004) non è all'altezza delle grandi aspettative di cui il film è stato investito: a fronte di un budget produttivo superiore ai cento milioni di dollari (centocinque contro i ventitré di Pitch Black), ne incassa a livello mondiale appena centoquindici, precludendo le successive possibilità di sviluppo della serie. Lo stesso Twohy non esclude però che, visti gli ottimi risultati in home video di The Chronicles of Riddick, possa comunque essere realizzato un terzo episodio, su un livello produttivo da film indipendente.
L'opera successiva del regista, di genere completamente diverso, è il thriller A Perfect Getaway - Una perfetta via di fuga (2009).

## Filmografia

### Regista e sceneggiatore
- Timescape (1992)
- The Arrival (1996)
- Pitch Black (2000)
- Below (2002)
- The Chronicles of Riddick (2004)
- A Perfect Getaway - Una perfetta via di fuga (2009)
- Riddick (2013)

### Solo sceneggiatore
- Critters 2 (Critters 2: The Main Course), regia di Mick Garris (1988)
- Warlock, regia di Steve Miner (1989)
- Il fuggitivo (The Fugitive), regia di Andrew Davis (1993)
- Terminal Velocity, regia di Deran Sarafian (1994)
- Waterworld, regia di Kevin Reynolds (e Kevin Costner) (1995)
- Soldato Jane (G.I. Jane), regia di Ridley Scott (1997)
- Impostor, regia di Gary Fleder (2001)